# Boxholms kvarn
Boxholms kvarn, tidigare Gropa kvarn, var en kvar vid Boxholms bruk i Boxholms kommun.

## Historik
Kvarnverksamheten vid Gropen i Åsbo socken har sina rötter i medeltiden, men den byggnad som besökarna senare mötte uppfördes år 1777. Då lät byggmästaren och mjölnaren Kjell Lind, inflyttad från Ösby kvarn i Uppland, resa en ny vattenkvarn med sex par stenar. Byggnaden blev sedermera den äldsta bevarade industriella byggnaden från det som en gång utgjorde Boxholms bruk. Bakgrunden till Linds etablering i Boxholm knöts till affären där bergsrådet Adolf Rudbeck den 28 april 1770 köpte Mossebo säteri och Boxholms säterier. När Rudbeck anställde Lind som byggmästare och mjölnare, flyttade denne 1772 till Gropen. Tre år senare rev han den äldre kvarnen och uppförde den nya byggnaden, som samtidigt tjänade som mjölnarbostad och spannmålsmagasin.
Redan 1778 sålde Rudbeck bruksanläggningarna till Olof Burén. Två år senare stod brodern Carl Daniel Burén som ensam ägare, medan Kjell Lind fortsatte driften fram till omkring 1781. Han flyttade därefter till Ekeby socken, men kvarnens verksamhet fortlöpte under nya mjölnare. Under 1800‑talet skedde flera förändringar. År 1810 uppförde man en ny mjölnarbostad på samma plats som den ursprungliga, och 1896 förlängde man kvarnen mot Masugnsvägen. Hjulen stod helt stilla mellan 1913 och 1923, men driften återupptogs därefter i den äldre delen av anläggningen. Elektrisk malning installerades 1936, vilket moderniserade produktionen.
Efter nästan två seklers verksamhet upphörde kvarndriften år 1968. Nio år senare, den 1 juni 1987, öppnade byggnaden åter för allmänheten – nu som Boxholms bruksmuseum. Där skildrade man kvarnens historia, bruksrörelsen och de människor som en gång arbetade här, inklusive den tragiska branden 1696 då en man i Ekeby socken blev inbränd då Gropa kvarn brann ner.

## Byggnaden
Från sitt medeltida ursprung via 1700‑talets nybyggnad och 1900‑talets elektrifiering till museiverksamheten vittnade Gropa kvarn om Boxholms bruks långa industrihistoria och om kvarndriftens betydelse för bygden.

## Mjölnare
- 1777-1783: Kjell Lind[1]
- 1783-1784: Anders Hägerström[1]
- 1784-1786: Nils Nilsson Ekelund[1]
- 1786-1788: Eric Jonasson[1]
- 1788-1805: Jaen Norling[1]
- 1805-1823: Johan Hellström[1]
- 1824-1832: Johan Sturk[1]
- 1832-1837: Johan Holmberg[1]
- 1837-1838: Peter Andersson Tollin[1]
- 1838-1842: Carl August Wahlström[1]
- 1842-1848: Johan Peter Lindström[1]
- 1849-1852: Israel Strömbom[1]
- 1852-1857: Sven Peter Nilsson[1]
- 1857-1864: Samuel Andersson[1]
- 1864-1884: Johan August Dahlström[1]
- 1884-1894: Per August Berg[1]
- 1894-1904: Gustaf Larsson[1]
- 1904-1913: August Karlsson[1]
- 1913–1923: Vakant.
- 1923-1932: August Karlsson[1]
- 1933-1954: Sven Karlsson[1]
- 1954-1968: Gunnar Wistrand[1]